# Paolo Ruggeri
Paolo Ruggeri (II metà del XVIII sec. – XVIII-XIX sec.) è stato un matematico e religioso italiano. Fu un insegnante dell'Università degli Studi di Altamura (1747-1812).

## Vita
Le informazioni sulla vita di Paolo Ruggeri sono fornite principalmente da Luca de Samuele Cagnazzi, suo collega presso l'Università degli Studi di Altamura. Ruggeri era probabilmente di Altamura e, sin da giovane, manifestò una forte vocazione per la matematica e la filosofia; questa sua vocazione, però, era osteggiata dal padre medico, il quale gli aveva sottratto i libri di matematica e filosofia e ordinatogli di dedicarsi solo alla teologia. Questo episodio mostra come all'epoca ci fosse poco interesse per le "matematiche occupazioni" ad Altamura e in generale nelle zone periferiche del Regno di Napoli; di conseguenza, vi era poca propensione per la matematica e le scienze.
Paolo Ruggeri continuò a studiare matematica e le scienze razionali, nonostante le minacce del padre e spesso chiedeva in prestito libri inerenti a tali discipline a Luca de Samuele Cagnazzi e al fratello, i quali ben volentieri glieli prestavano. La serva di casa, però, su ordine del padre, spesso li sequestrava a Ruggeri, restituendoli a Cagnazzi; il giovane Ruggeri era pertanto costretto ad andare "ramingo" a studiare nelle campagne circostanti alla città di Altamura e spesso accadeva che perdesse qualcuno dei libri che Cagnazzi gli aveva prestato.
Nonostante l'avversità del padre, Ruggeri riuscì in qualche modo ad affermarsi. Era tenuto in ottima stima dall'allora rettore dell'Università degli Studi di Altamura, monsignor Gioacchino de Gemmis, il quale lo nominò canonico e, nel 1791, lo propose per la cattedra di matematica presso la stessa università, che all'epoca era già stata affidata a Luca de Samuele Cagnazzi in seguito alla morte di Giuseppe Carlucci (1790 circa). Insegnò per pochi anni, prima di morire molto giovane di tisi polmonare.